# Lightnin' Slim
Lightnin' Slim, pseudonimo di Otis V. Hicks (Saint Louis, 13 marzo 1913 – Detroit, 27 luglio 1974), è stato un cantautore e chitarrista statunitense. Insieme a Muddy Waters, Little Walter, Howlin' Wolf e Sonny Boy Williamson II, è considerato il più importante bluesman degli anni cinquanta.

## Biografia

### Primi anni
Nato a Saint Louis, nel Missouri, Otis si trasferì a Baton Rouge (Louisiana) a tredici anni. Imparò a suonare la chitarra dal fratello maggiore Layfield, cominciando ad esibirsi nei bar locali dalla fine degli anni quaranta.

### Carriera
Nel 1954 venne notato dal produttore discografico Joseph Denton "Jay" Miller, che gli fece pubblicare il suo primo singolo, Bad Luck Blues, sotto la sua etichetta Feature Records, nel 1954. È nella sua prima pubblicazione che utilizza lo pseudonimo Lightnin' Slim, ideato da Miller. A partire dall'anno successivo, Slim fu sotto contratto con Excello Records per dodici anni, ritrovandosi spesso a collaborare con altri due famosi bluesman, suo cognato Slim Harpo e l'amico Lazy Lester.

### Ritiro
Nel 1967 Slim abbandonò temporaneamente la musica e si trasferì a Pontiac, Michigan. Per alcuni anni visse con la moglie e lavorò in una fonderia.

### Ritorno nelle scene e ultimi anni
Nel 1970 fu riscoperto dal produttore Fred Reif, che lo convinse a sottoscrivere un nuovo contratto con Excello Records. Negli anni successivi sostenne una lunga tournée in tutta Europa, accompagnato dall'armonicista Moses "Whispering" Smith, con cui partecipò anche al Montreux Jazz Festival.
Lightnin' Slim morì il 27 luglio 1974, all'età di 61 anni, a Detroit, a causa di un cancro allo stomaco.

## Influenze
Lightnin' Slim è stato citato come maggiore influenza da numerosi artisti blues contemporanei, tra cui Captain Beefheart.

## Discografia
Album studio
- Rooster Blues (1960)
- A Long Drink of Blues (1964)
- Bell Ringer (1965)
- High & Low Down (1971)

Live
- London Gumbo (1971)
- Trip to Chicago (1978)

Raccolte
- The Early Years (1976)
- Rollin' Stone (1989)
- King of the Swamp Blues 1954–1961 (1992)
- Blue Lightning (1992)
- I'm Evil (1995)
- Mighty Crazy (1995)
- Nothing But the Devil (1996)
- Winter Time Blues (the Later Excello Recordings 1962–1965) (1998)
- The Best of Lightnin' Slim (1999)